# Interliga 2006/07
Die Saison 2005/06 der Interliga war die achte und letzte Austragung der als Nachfolger der Alpenliga konzipierten Eishockey-Meisterschaft. Zum ersten und einzigen Mal wurde die Liga in zwei Leistungsklassen unterteilt, wobei an beiden Gruppen fünf Mannschaften teilnahmen. Meister der A-Gruppe wurde zum zweiten Mal das ungarische Team Alba Volán Székesfehérvár, Sieger der B-Gruppe wurde das Farmteam des HK Jesenice.

## Gruppe A

### Teilnehmer und Modus
Das Teilnehmerfeld der Gruppe A verkleinerte sich um zwei Mannschaften. Der HK Jesenice trat seit dieser Saison mit seiner ersten Mannschaft in der österreichischen Eishockey-Liga an und verblieb lediglich mit einem Farmteam in der Gruppe B. Gänzlich auf eine Teilnahme verzichtete der ungarische Verein Dunaújvárosi Acélbikák.
Der Modus wurde wieder ein wenig verändert, um der veränderten Zahl der Mannschaften Rechnung zu tragen. Im Grunddurchgang wurden zwei Hin- und Rückrunden ausgetragen, was insgesamt sechzehn Spiele ergab. Anschließend wurde ein Viertelfinale ausgetragen, in dem sich die Teams auf den Plätzen vier und fünf in einer Best-of-three-Serie den letzten Playoff-Platz ausspielten. Halbfinale und Finale wurden anschließend im Best-of-seven-Modus ausgetragen.

### Grunddurchgang

#### Tabelle nach dem Grunddurchgang
| Platz | Team                      | Spiele | Pts | W (OTW) | L (OTL) | GF:GA | GD  |
| ----- | ------------------------- | ------ | --- | ------- | ------- | ----- | --- |
| 1     | Alba Volán Székesfehérvár | 16     | 34  | 12 (2)  | 4 (0)   | 53:34 | +19 |
| 2     | HDD Olimpija Ljubljana    | 16     | 32  | 10 (1)  | 6 (3)   | 48:35 | +13 |
| 3     | HK Slavija Ljubljana      | 16     | 29  | 10 (2)  | 6 (1)   | 51:42 | +9  |
| 4     | Újpesti TE                | 16     | 13  | 5 (3)   | 11 (1)  | 38:58 | −20 |
| 5     | KHL Medveščak Zagreb      | 16     | 12  | 3 (0)   | 13 (3)  | 35:56 | −21 |

#### Statistiken
| 1  | Krisztián Palkovics | Alba Volán | 16 | 13 | 8  | 21 | 6  | +6  |
| 2  | Gábor Ocskay        | Alba Volán | 16 | 4  | 16 | 20 | 12 | +5  |
| 3  | Dejan Kontrec       | Slavija    | 16 | 7  | 11 | 18 | 4  | −5  |
| 4  | Jaka Avguštinčič    | Slavija    | 13 | 10 | 6  | 16 | 10 | −4  |
| 5  | Peter Slamiar       | Slavija    | 15 | 7  | 6  | 13 | 28 | +4  |
| 6  | Matej Badiura       | Olimpija   | 15 | 6  | 6  | 12 | 18 | −8  |
| 7  | Balázs Ladányi      | Újpest     | 16 | 4  | 8  | 12 | 12 | −10 |
| 8  | Anze Markovic       | Slavija    | 16 | 6  | 5  | 11 | 6  | +5  |
| 9  | Mitja Šivic         | Olimpija   | 10 | 4  | 7  | 11 | 44 | −3  |
| 10 | Dejan Zemva         | Olimpija   | 14 | 3  | 8  | 11 | 8  | 0   |
| 11 | Milos Palovcik      | Alba Volán | 12 | 2  | 9  | 11 | 4  | +4  |

| 1  | Klemen Mohorič  | Olimpija   | 15 | 917 | 505 | 31 | 474 | 2.03 | 93.46 |
| 2  | Anže Ulcar      | Slavija    | 13 | 725 | 411 | 28 | 383 | 2.32 | 92.69 |
| 3  | Krisztián Budai | Alba Volán | 14 | 838 | 377 | 27 | 350 | 1.93 | 92.29 |
| 4  | Zoltán Hetényi  | Alba Volán | 3  | 179 | 119 | 10 | 109 | 3.35 | 90.83 |
| 5  | Kamil Konda     | Újpest     | 8  | 419 | 253 | 24 | 229 | 3.44 | 89.52 |
| 6  | Gašper Krošelj  | Medveščak  | 16 | 949 | 570 | 55 | 515 | 3.48 | 89.32 |
| 7  | Marek Kleniar   | Újpest     | 9  | 481 | 240 | 28 | 212 | 3.49 | 86.79 |
| 8  | Matej Mišic     | Slavija    | 5  | 234 | 120 | 15 | 105 | 3.85 | 85.71 |
| 9  | Aleš Sila       | Olimpija   | 1  | 60  | 27  | 4  | 23  | 4.00 | 82.61 |
| 10 | András Sájevics | Újpest     | 2  | 66  | 39  | 7  | 32  | 6.36 | 78.13 |
| 11 | Lukas Janku     | Medveščak  | 1  | 19  | 11  | 2  | 9   | 6.32 | 77.78 |

### Playoffs

#### Viertelfinale
| Serie                                     | Stand | Spiel 1 | Spiel 2 | Spiel 3 |
| ----------------------------------------- | ----- | ------- | ------- | ------- |
| Újpesti TE (4) - KHL Medveščak Zagreb (5) | 2:0   | 4:2     | 4:2     |         |

#### Halbfinale
| Serie                                                 | Stand | Spiel 1 | Spiel 2 | Spiel 3   | Spiel 4   | Spiel 5 |
| ----------------------------------------------------- | ----- | ------- | ------- | --------- | --------- | ------- |
| HDD Olimpija Ljubljana (2) - HK Slavija Ljubljana (3) | 2:3   | 2:3     | 1:2     | 2:1 n. V. | 3:1       | 1:2     |
| Alba Volán Székesfehérvár (1) - Újpesti TE (4)        | 3:2   | 3:1     | 3:1     | 2:3       | 3:4 n. V. | 7:2     |

#### Finale
| Serie                                                    | Stand | Spiel 1 | Spiel 2 | Spiel 3 |
| -------------------------------------------------------- | ----- | ------- | ------- | ------- |
| Alba Volán Székesfehérvár (1) - HK Slavija Ljubljana (3) | 3:0   | 5:0     | 5:2     | 3:2     |

Mit dem 3:0-Sieg in der Serie wurde Alba Volán Székesfehérvár zum zweiten Mal Meister der Interliga.

## Gruppe B

### Teilnehmer und Modus
An der B-Gruppe nahmen fünf Mannschaften aus zwei Nationen teil, wobei außer dem Farmteam des HK Jesenice keines der Teams zuvor an der Interliga teilgenommen hatte. Der Modus entsprach dem der Gruppe A mit der Ausnahme, dass der Grunddurchgang nur als einfache Hin- und Rückrunde ausgetragen wurde. Ebenso blieb es bei allen Playoff-Begegnungen bei einer Best-of-three-Serie.

### Tabelle nach dem Grunddurchgang
| Platz | Team               | Spiele | Pts | W (OTW) | L (OTL) | GF:GA | GD  |
| ----- | ------------------ | ------ | --- | ------- | ------- | ----- | --- |
| 1     | HK Jesenice 2      | 8      | 17  | 6 (2)   | 1 (1)   | 45:20 | +25 |
| 2     | HK Triglav         | 8      | 16  | 5 (0)   | 3 (1)   | 46:32 | +14 |
| 3     | KHL Mladost Zagreb | 8      | 12  | 4 (0)   | 4 (0)   | 29:51 | −22 |
| 4     | KHL Zagreb         | 8      | 8   | 3 (1)   | 5 (0)   | 34:42 | −8  |
| 5     | SD Alfa            | 8      | 7   | 2 (1)   | 6 (2)   | 24:33 | −9  |

### Playoffs

#### Viertelfinale
| Serie                        | Stand | Spiel 1 | Spiel 2 | Spiel 3 |
| ---------------------------- | ----- | ------- | ------- | ------- |
| KHL Zagreb (4) - SD Alfa (5) | 0:2   | 2:5     | 0:3     |         |

#### Halbfinale
| Serie                                   | Stand | Spiel 1   | Spiel 2   | Spiel 3 |
| --------------------------------------- | ----- | --------- | --------- | ------- |
| HK Jesenice (1) - SD Alfa (5)           | 2:0   | 4:1       | 6:2       |         |
| HK Triglav (2) - KHL Mladost Zagreb (3) | 1:2   | 5:4 n. P. | 3:4 n. P. | 3:6     |

#### Finale
| Serie                                    | Stand | Spiel 1 | Spiel 2 | Spiel 3 |
| ---------------------------------------- | ----- | ------- | ------- | ------- |
| HK Jesenice (1) - KHL Mladost Zagreb (3) | 2:0   | 3:1     | 7:2     |         |

Mit dem 2:0 in der Finalserie sicherte sich das Farmteam des HK Jesenice die Meisterschaft. Für den Verein war es der insgesamt dritte Meistertitel der Interliga.